# راتغر سميث
راتغر سميث (بالهولندية: Rutger Smith)‏ هو منافس ألعاب قوى هولندي، ولد في 9 يوليو 1981 في خرونينغن في هولندا.

## وصلات خارجية
- الموقع الرسمي
- راتغر سميث على موقع الاتحاد الدولي لألعاب القوى (الإنجليزية)
- راتغر سميث على موقع الدوري الماسي (الإنجليزية)
- راتغر سميث على موقع اللجنة الأولمبية الدولية (الإنجليزية)
- راتغر سميث على موقع أوليمبيديا (الإنجليزية)